# Idiozancla colacma
Idiozancla colacma är en fjärilsart som beskrevs av Turner 1936. Idiozancla colacma ingår i släktet Idiozancla och familjen praktmalar, Oecophoridae. Inga underarter finns listade i Catalogue of Life.